# Selenge Kimoto
Selenge Kimoto (* 15. August 1966) ist ein ehemaliger Radrennfahrer aus der Demokratischen Republik Kongo.

## Sportliche Laufbahn
Kimoto war im Straßenradsport aktiv. Er war Teilnehmer der Olympischen Sommerspiele 1992 in Barcelona und startete für das damalige Zaire.
Das olympische Straßenrennen beendete er nicht. Über sein weiteres Leben und sportliche Erfolge ist nichts bekannt.